# Geoparque Mundial UNESCO Sobrarbe-Pirineos

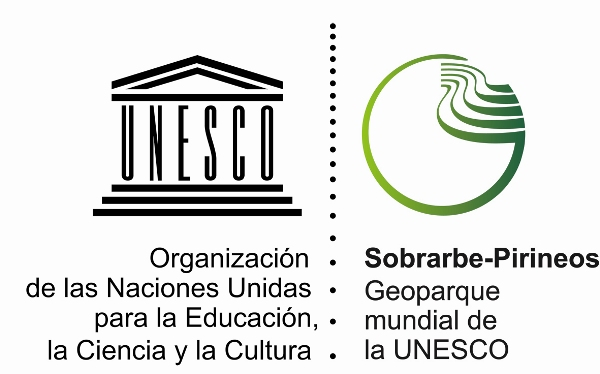

El Geoparque Mundial UNESCO de Sobrarbe-Pirineos comprende todo el territorio de  la comarca de Sobrarbe. Se encuentra en el norte de la provincia de Huesca (Aragón), en la vertiente sur de los Pirineos y limita al norte con Francia. La comarca de Sobrarbe está formada por 19 municipios, con total de 150 núcleos habitados. 

## Geología
De norte a sur, este territorio de 2202 km² se caracteriza por cuatro unidades geológicas principales. En la Zona Axial de los Pirineos se encuentran las rocas más antiguas del territorio (alrededor de 500 millones de años). Junto a éstas, las rocas del Mesozoico y del Cenozoico de las Sierras Interiores forman el macizo calcáreo más importante de Europa, el Macizo de Monte Perdido, con cumbres de más de 3000 m.

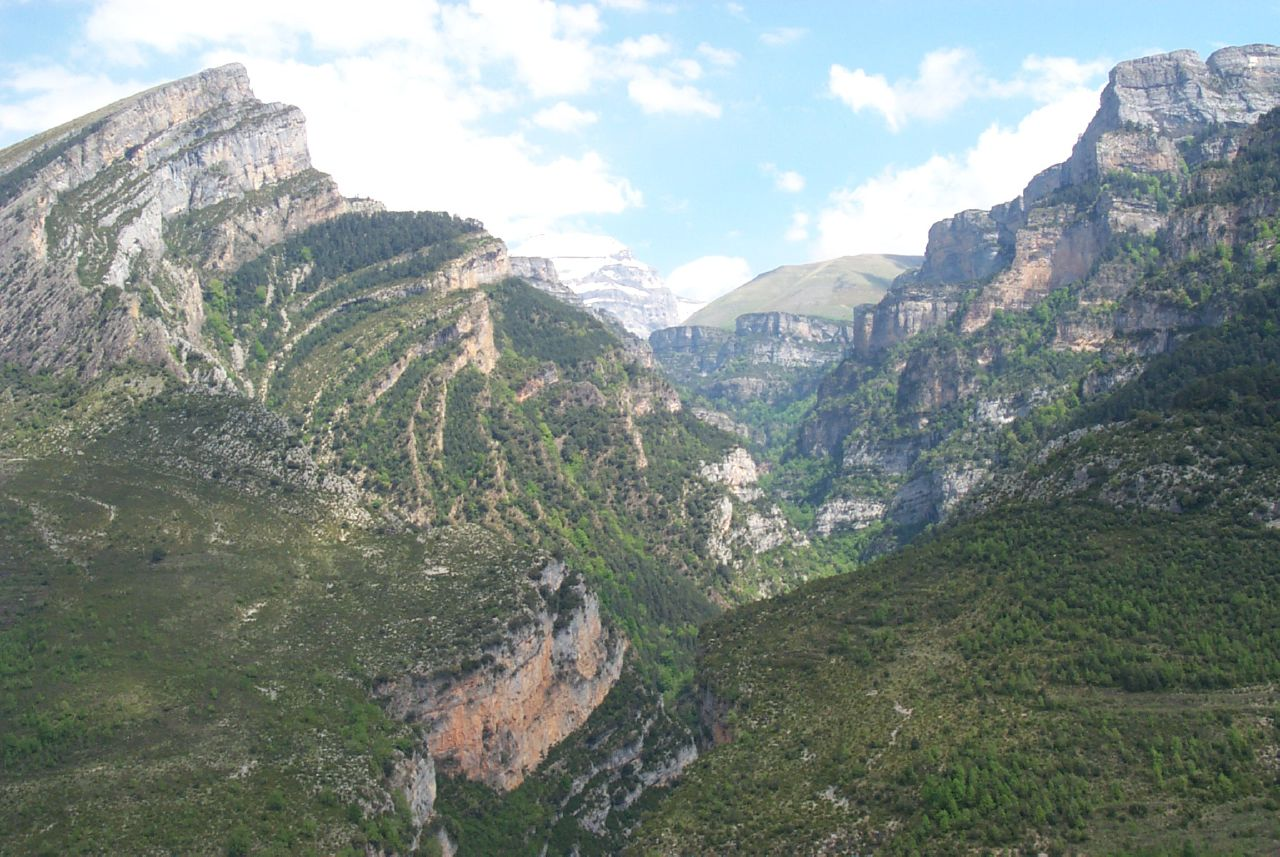
Anticlinal de Añisclo.

Destacan tres aspectos geológicos: las antiguas explotaciones mineras (carbón, hierro, plata, etc.), hoy abandonadas, las huellas de la actividad del hielo durante las últimas glaciaciones del Neozoico y diversos sistemas kársticos que contienen cuevas tan conocidas como la “Gruta de Casteret”.
En el centro de la comarca, sobre los materiales más blandos del Terciario (margas, areniscas), se abren los valles luminosos de los ríos Cinca y Ara, donde se concentra la mayor parte de los aproximadamente 7400 habitantes de Sobrarbe. Es la zona más estudiada por los geólogos ya que permite reconstruir, paso a paso, la formación de los Pirineos a partir de la relación entre los impulsos tectónicos que levantaron el edificio pirenaico y la sedimentación marina de la cuenca eocena.
Con una altitud inferior a los 1500 m, las sierras de Olsón, Sevil y Balcés marcan el límite meridional de Sobrarbe. En estos relieves se encuentran las rocas de origen continental formadas después de la retirada del mar Terciario, a finales del Eoceno y durante el Oligoceno, cuando finalizó la etapa principal de la formación de los Pirineos. 
En estas rocas podemos encontrar una gran variedad de fósiles, desde playas de Nummulites hasta cocodrilos de agua dulce y salada. Al sudoeste del territorio, la Sierra de rocas calcáreas de Guara presenta un paisaje kárstico incomparable, surcado por infinidad de cañones donde se combinan los deportes de aventura con las actividades de educación ambiental.

## Origen del geoparque
Desde hace más de 50 años, Sobrarbe atrae a geólogos de diversos países interesados en descubrir la estructura íntima de los Pirineos. Cada temporada lo visitan desde alumnos de enseñanza primaria hasta estudiantes universitarios en prácticas, además de profesionales de la industria del petróleo, que encuentran en la antigua cuenca marina eocena un excelente análogo de un sistema petrolífero productivo. Todos ellos se benefician de la concentración de diversos entornos geológicos en un territorio reducido y de un clima benigno que permite el trabajo de campo durante todo el año, complementada con una infraestructura turística de calidad.

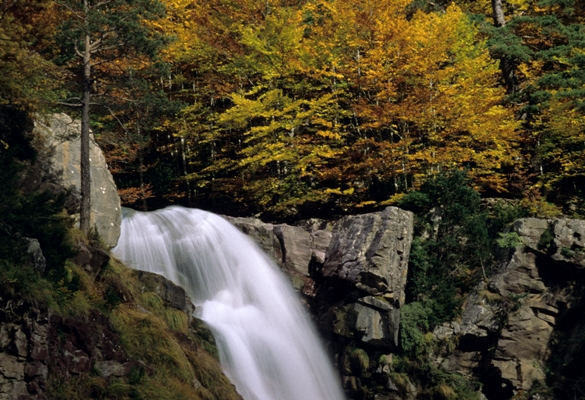
Cascadas de La Larri. Valle de Pineta.

El mismo relieve abrupto que ha mantenido aislado el territorio y ha dificultado su desarrollo económico, ha preservado hasta la actualidad, casi sin cambios, un rico y exclusivo patrimonio natural y cultural. Prueba de ello es que más del 50% de la superficie de Sobrarbe cuenta con alguna figura de protección: más de 25 espacios naturales de la red NATURA 2000, el Parque nacional de Ordesa y Monte Perdido, el Parque natural de Posets-Maladeta y el Parque natural de la Sierra y los Cañones de Guara.

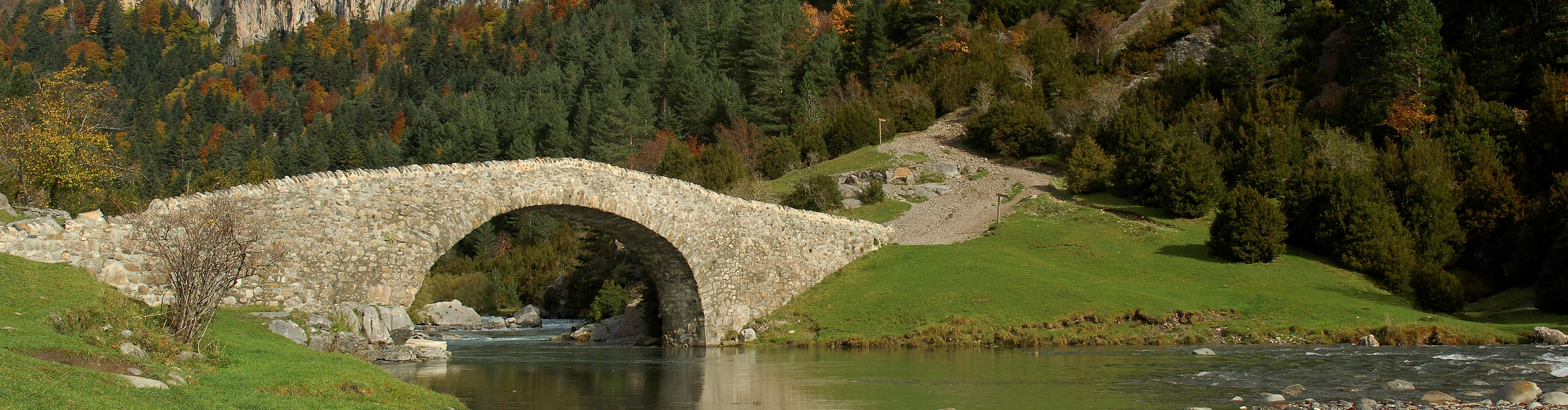
Bujaruelo. Valle de Ordesa.

## Inclusión en la red de Geoparques
Desde septiembre de 2006, Sobrarbe es miembro de la Red Europea de Geoparques y de la Red Global de Geoparques reconocidos por la UNESCO. Esto ha permitido que sus habitantes vuelvan la mirada hacia el áspero substrato rocoso, hasta ahora poco conocido y menos valorado, y que descubran una fuente de desarrollo económico sostenible. La comarca de Sobrarbe para gestionar, divulgar y proteger el patrimonio geológico, ha creado la figura del Patronato del Geoparque. Para garantizar el éxito del proyecto, en el Patronato están representas todas las fuerzas sociales del territorio (políticos, empresarios, científicos, divulgadores, asociaciones de ciudadanos, etc.).

## Infraestructuras

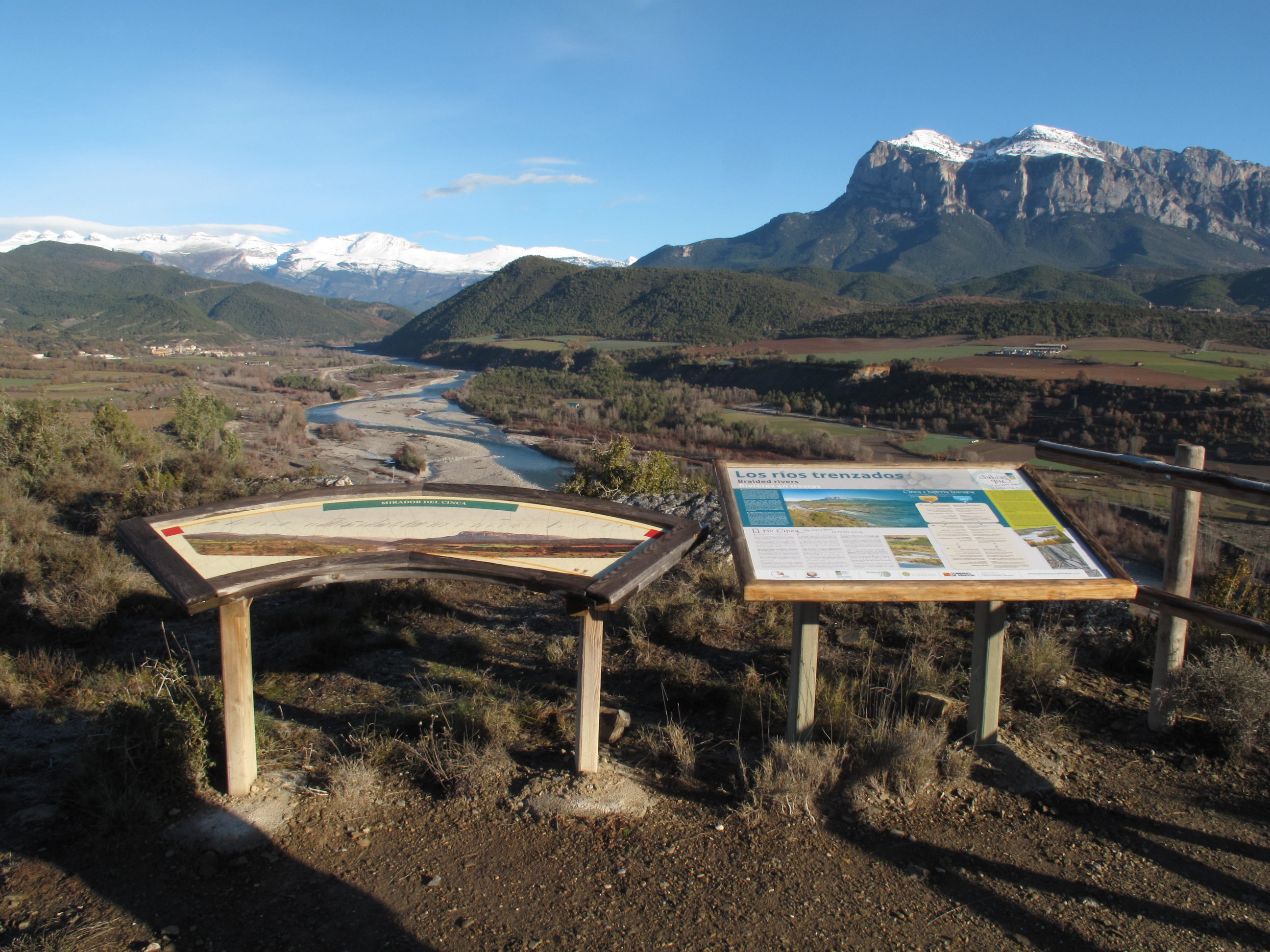
Geo Ruta a pie de carretera.[https://www.geoparquepirineos.com/contenidos.php?niv=1&cla=_2OA1CD0KM&cla2=_2OB01HU8N&cla3=_3MD0KXVZE&tip=3&pla=0&idi=1 Mesa 9 de interpretación geológica: Los ríos trenzados.

Siguiendo el método de trabajo de la Red, el Geoparque se ha dotado de nuevas infraestructuras:
- Centro de Interpretación Espacio del Geoparque
- Oficina técnica
- Sala de geovisión
- Geo Rutas a pie
- Geo Rutas a pie de carretera
- Geo Rutas en BTT
- Circuito Geo-Minero
- Cascada de Sorrosal. Vía ferrata.

Todas ellas permiten ofrecer a sus visitantes un abanico amplio de actividades relacionadas con la geología, con un tema principal: la formación de los Pirineos.

## Localización administrativa
El geoparque se encuentra en Av de Ordesa, 79; 22340 – Boltaña (Huesca); teléfono: 974518024